# Trójmiejski Park Krajobrazowy
Der Landschaftsschutzpark Dreistadt (Trójmiejski Park Krajobrazowy) (kaschub. Trzëmiejsczi Park Krajòbrazny) ist ein Naturschutzgebiet der Kategorie Landschaftsschutzpark in der Woiwodschaft Pommern, Polen. Namensgebend für das Schutzgebiet ist die Stadt Dreistadt (Trójmiasto, kaschub. Trzëgard) an der Danziger Bucht mit den drei Zentren Gdańsk (Danzig), Gdynia (Gdingen) und Sopot (Zoppot). Auch Teile des Gebiets der kleinen Dreistadt Wejherowo (Neustadt in Westpr.), Reda (Rheda) und Rumia (Rahmel) gehören zum Landschaftsschutzpark.
Der Park liegt auf dem Gebiet der kreisfreien Städte Danzig, Gdynia und Sopot; der Städte Reda und Rumia und der Landgemeinden Wejherowo und Szemud (Schönwald) im Powiat Wejherowski. Die Verwaltung befindet sich in der Stadt Danzig.
Das Schutzgebiet wurde am 3. Mai 1979 gegründet und hat heute eine Fläche von 199,3 km² (203 km² im Jahr 1995) und eine Pufferzone von 165,42 km². Der Park umfasst zu 90 % Wald. Teile werden als Ackerland genutzt. Im Park liegen zehn Naturreservate, die in den Jahren 1983 bis 2003 eingerichtet wurden (Stand Januar 2018).